# Arnaldo de Torroja
Arnaldo de Torroja (en catalán, Arnau de Torroja) (Solsona, 1122-Verona, 30 de septiembre de 1184) fue un caballero catalán de la Corona de Aragón y el noveno gran maestre de la Orden del Temple desde 1180 a 1184.

## Biografía
Arnaldo de Torroja, hermano del arzobispo de Tarragona Guillermo de Torroja, es gran maestre de las provincias de Aragón y Provenza cuando es elegido a la cabeza de la Orden a finales de 1180, para suceder a Eudes de Saint-Amand, muerto en cautividad en Damasco. En esa época Arnaldo de Torroja tiene más de 58 años de edad, por lo tanto es un hombre curtido en la disciplina y en el funcionamiento de la Orden.
Su etapa de gobierno está marcada por las querellas que se libran entre Templarios y Hospitalarios, dado que estos últimos no cesan de acrecentar su influencia y su poder político.
Arnaldo de Torroja acepta la mediación del papa Lucio III y de Balduino IV para poner fin a estas luchas fratricidas. En 1184, la situación política degenera todavía más, cuando Reinaldo de Châtillon ayudado por los Templarios y los Hospitalarios, asola por su propia cuenta los territorios musulmanes de Transjordania. Arnaldo de Torroja dará pruebas de una gran sagacidad política al negociar una tregua con Saladino, el cual está decidido a vengar las incursiones de Renaud de Châtillon.

## Muerte
En 1184, Arnaldo de Torroja y el gran maestre de San Juan del Hospital regresan a Europa con el objeto de obtener de los reyes europeos y del papa el envío de una nueva cruzada que refuerce a los Estados Latinos, que se encuentran a merced del creciente poderío militar de Saladino, el unificador del mundo musulmán. Durante este viaje, Arnaldo de Torroja cae enfermo y muere en Verona el 30 de septiembre de 1184; su tumba se halla en la iglesia de San Fermo, descubierta en 2018.

## En la cultura popular
Arnaldo de Torroja ha sido de los pocos grandes maestres del Temple que ha aparecido en el cine. En 2007 fue interpretado por el actor inglés Steven Waddington en la cinta de Arn: El Caballero Templario.
| Predecesor: Eudes de Saint-Amand | Gran maestre de la Orden del Temple 1180-1184 | Sucesor: Gérard de Ridefort |